# Ipomopsis globularis
Ipomopsis globularis är en blågullsväxtart som först beskrevs av August Brand, och fick sitt nu gällande namn av William Alfred Weber. Ipomopsis globularis ingår i släktet Ipomopsis och familjen blågullsväxter. Inga underarter finns listade i Catalogue of Life.